# Farfadet-Klasse
Die Farfadet-Klasse war eine U-Boot-Klasse der französischen Marine. Infolge der Faschoda-Krise wurde die französische U-Boot-Flotte um 1900 ausgebaut. Zeitgleich zu den vier U-Booten der Farfadet-Klasse wurden die U-Boote der Sirène- und der Morse-Klasse gebaut.

## Name
Farfadet ist eine spezifische Art von Kobold in französischen Märchen und Volksgeschichten. Dementsprechend wurden auch die Boote dieser Klasse nach anderen Kobold-Arten benannt, z. B. Lutin.

## Details
Der Bauauftrag wurde am 26. September 1899 erteilt. Die von M. Maugas konstruierten Einhüllenboote wurden zwischen 1899 und 1903 in Rochefort gebaut.
Die Farfadet-Klasse war kein erfolgreicher Entwurf und wurde sehr schnell wieder aus dem aktiven Dienst genommen.
Die Farfadet sank am 5. Juli 1905 bei Bizerta. 14 französische Seeleute fanden bei dem Unfall den Tod. Mit britischer Hilfe wurde das Boot gehoben und im September 1909 unter dem Namen Follet wieder in Dienst gestellt. Die Lutin sank am 16. Oktober 1906, wurde ebenfalls wieder gehoben, aber kurz danach außer Dienst gestellt.

## Einheiten
| Name           | Bauwerft             | Kiellegung | Stapellauf | Indienststellung | Außerdienststellung |
| -------------- | -------------------- | ---------- | ---------- | ---------------- | ------------------- |
| Farfadet (Q 7) | Arsenal de Rochefort |            |            | 15. Mai 1901     | November 1913       |
| Korrigan (Q 8) | Arsenal de Rochefort |            |            | 25. Januar 1902  | Juni 1906           |
| Gnome (Q 9)    | Arsenal de Rochefort |            |            | 24. Juli 1902    | Juni 1906           |
| Lutin (Q 10)   | Arsenal de Rochefort |            |            | 12. Februar 1903 | September 1907      |